# 1. FC Schweinfurt 05
El 1. FC Schweinfurt 05 es un equipo de fútbol de Alemania que juega en la 3. Bundesliga, la tercera liga de fútbol más importante del país.

## Historia
Fue fundado el 5 de mayo de 1905 en la ciudad de Schweinfurt, jugando en sus inicios en ligas locales hasta 1931, año en que ganó el estatus de primera clase y llegó a la Bezirksliga Bayern, y paso buenos momentos en la Gauliga Bayern, la cual ganó 2 veces, clasificando para el campeonato alemán.
Al terminar la Segunda Guerra Mundial fueron ubicados en la Oberliga Süd antes de la creación de la Bundesliga en 1963, ascendiendo a la Regionalliga Süd. Después de 1976 empezó la crisis financiera y los malos resultados que lo llevaron a la Oberliga Bayern y en 1984 cayeron a la Landesliga Bayern-Nord, convirtiéndose en un equipo yo-yo entre el tercer y cuarto nivel, aunque llegó a jugar en la 2. Bundesliga en las temporadas 1990-91 y 2001-02.
El desastre apareció en el año 2004 cuando se vieron forzados a abandonar la Regionalliga Süd por problemas financieros, y en el 2005 se declararon en bancarrota y sus resultados en la Oberliga Bayern fueron anulados hasta que la restructuración hecha los regresó a la Oberliga, aunque descendieron a la Landesliga en 2008.

## Palmarés
- Gauliga Bayern: 2

1939, 1942
- Regionalliga Süd: 1 (II)

1966
- Regionalliga Bayern: 1 (IV)

2025
- Bayernliga: 2

1990, 1998
- Bayernliga Nord: 1 (V)

2013
- Landesliga Bayern-Nord: 3

1984, 1986, 2007
- Copa Bayern: 3

1933, 2017, 2018
- Copa Unterfranken: 4

1927, 1996, 2006, 2009

## Temporadas recientes
Estas son las temporadas del club desde 1999:
| Temporada | Liga                   | División | Posición |
| 1999-2000 | Regionalliga Süd       | III      | 11.º     |
| 2000-01   | Regionalliga Süd       | III      | 3.º ↑    |
| 2001-02   | 2. Bundesliga          | II       | 17.º ↓   |
| 2002-03   | Regionalliga Süd       | III      | 12.º     |
| 2003-04   | Regionalliga Süd       | III      | 15.º ↓   |
| 2004-05   | Bayernliga             | IV       | 19.º ↓   |
| 2005-06   | Landesliga Bayern-Nord | V        | 7.º      |
| 2006-07   | Landesliga Bayern-Nord | V        | 1.º ↑    |
| 2007-08   | Bayernliga             | IV       | 16.º     |
| 2008-09   | Bayernliga             | V        | 17.º ↓   |
| 2009-10   | Landesliga Bayern-Nord | VI       | 2.º ↑    |
| 2010-11   | Bayernliga             | V        | 9.º      |
| 2011-12   | Bayernliga             | V        | 13.º     |
| 2012-13   | Bayernliga Nord        | V        | 1.º ↑    |
| 2013-14   | Regionalliga Bayern    | IV       | 16.º     |
| 2014-15   | Regionalliga Bayern    | IV       | 13.º     |
| 2015-16   | Regionalliga Bayern    | IV       | 14.º     |
| 2016-17   | Regionalliga Bayern    | IV       | 8.º      |
| 2017-18   | Regionalliga Bayern    | IV       | 3.º      |

- Con la introducción de las Bezirksoberligas en 1988 como el nuevo quinto nivel por debajo de las Landesligas, todas las ligas bajaron un nivel. Con la introducción de las Regionalligas en 1994 y de la 3. Liga en 2008 como el nuevo tercer nivel por debajo de la 2. Bundesliga, todas las ligas bajaron un nivel. Con la creación de la Regionalliga Bayern como el nuevo cuarto nivel en Baviera en 2012, la Bayernliga fue dividida en divisiones norte y sur, las Landesligas pasaron de ser 3 a 5 y las Bezirksoberligas desaparecieron. Todas las ligas que estaban por debajo de las Bezirksligas subieron un nivel.